# مومو واندل سوماه
مومو واندل سوماه (انگلیسی: Momo Wandel Soumah; ۲۰ آوریل ۱۹۷۷ – ۱۳ فوریهٔ ۲۰۱۷) بازیکن فوتبال اهل گینه بود.
از باشگاه‌هایی که در آن بازی کرده است می‌توان به باشگاه فوتبال ستاره ساحلی اشاره کرد.
وی همچنین در تیم ملی فوتبال گینه بازی کرده است.